# バイオジェン
バイオジェン（英: Biogen Inc.）はアメリカ合衆国マサチューセッツ州ケンブリッジに本社を置く医薬品メーカー。
『ニューヨーク・タイムズ』によればバイオテクノロジー分野では最古参の会社の1つ。新たな治療方法の探究から医薬品の製造、販売まで行っており、神経疾患、自己免疫疾患、希少疾患を主な対象としている。

## 沿革
1978年、スイスのジュネーヴで科学者らと3名の投資家が創薬会社 Biogen NV を設立した。創業者には科学者のウォルター・ギルバート、フィリップ・シャープ、ハインツ・シャーラー、ケネス・マレイ、チャールズ・ワイズマンがいる。1982年、バイオジェンは米国マサチューセッツ州ケンブリッジに新本社を置き、翌年1983年にNASDAQに上場した。
2003年、バイオジェンは米国サンフランシスコのアイデック製薬会社 (Idec Pharmaceuticals) と合併、バイオジェン・アイデック (Biogen Idec) となった。アイデックは1985年にモノクローナル抗体の開発、製品化を目的として設立された会社であり、合併当時はジェネンテックと共同で権利を有する医薬品リツキサンにより急成長していた。加えて、アイデックが非ホジキンリンパ腫の治療薬として開発したゼヴァリンは世界で初めて承認された放射免疫療法薬剤であり、前年2002年に米国で販売を開始したところだった。
2006年5月、バイオジェン・アイデックはConforma Therapeuticsを買収した。この会社は1999年に設立され、熱ショックタンパク質の一種でがん細胞の増殖に関連しているHsp90の阻害剤を研究するなど、悪性腫瘍を専門としていた。続いて6月には、2003年から共同研究を行っていたスイスの製薬会社Fumapharmを買収した。翌2007年、Syntonix Pharmaceuticalsを買収した。血友病の治療薬ElocateとAlprolixはこの会社に由来するものだった。
2015年、会社名を合併前のバイオジェンに戻した。2017年に血友病の治療薬を扱うバイオベラティブがバイオジェンから分社した。
2018年、米国の製薬会社ファイザーから統合失調症の新薬候補PF-04958242を取得し、神経精神領域に事業を拡大した。
2021年6月8日、アルツハイマー病の世界初の治療薬「ADUHELM™ （アデュカヌマブ）」が米国FDAから承認を受けたことを発表した。

## 製品
多発性硬化症の治療薬が主力製品である。

### 多発性硬化症
- アボネックス (Avonex) - インターフェロンβ-1a（英語版）製剤
多発性硬化症の治療薬。1996年に再発型の多発性硬化症の治療薬としてアメリカ合衆国で承認された[16]。
- タイサブリ (Tysabri) - ナタリズマブ
バイオジェンとアイルランドの製薬会社エラン（英語版）が開発した多発性硬化症の治療薬[17]。ヒトα4インテグリンを標的としたヒト化モノクローナル抗体[18]。2004年に米国で承認された[6]。
- ファンピラ (Fampyra) - ファンプリジン（英語版）
- テクフィデラ (Tecfidera) - フマル酸ジメチル
- プレグリディ (Plegridy) - インターフェロンβ-1a
- ジンブリタ (Zinbryta) - ダクリズマブ（英語版）
2016年に欧米で承認された多発性硬化症の治療薬。ヨーロッパで副作用の報告があったことから、2018年にバイオジェンとアッヴィが自主的に販売を中止した[19]。

### その他
- FUMADERM - フマル酸エステル
乾癬の治療に使用される[3]。
- リツキサン (Rituxan) - リツキシマブ
アイデックが1991年に創薬した抗CD20モノクローナル抗体。1997年に米国でB細胞性非ホジキンリンパ腫の治療薬として承認された[20]。
- Gazyba - オビヌツズマブ
慢性リンパ性白血病の治療薬。2013年に米国で承認された[6]。
- スピンラザ (Spinraza) - ヌシネルセン
コールド・スプリング・ハーバー研究所のアドリアン・クライナーとアイオニス・ファーマシューティカルズ（英語版）の共同研究により創薬された脊髄性筋萎縮症の治療薬[21]。バイオジェンは2012年からアイオニスと提携しており、スピンラザに関するライセンス契約を締結している[22]。
- レケンビ - レカネマブ
アルツハイマー型認知症治療薬。 2023年1月6日、FDAが迅速承認[23]。
- Qalsody - トフェルセン
SOD1遺伝子変異型のALSの核酸医薬。2023年4月25日、FDAが承認[24]。

## 日本におけるバイオジェン
バイオジェンは2000年から日本で事業を展開しており、日本法人としてバイオジェン・ジャパン株式会社を設置している。